# Mazowiecka Chorągiew Harcerek ZHR
Mazowiecka Chorągiew Harcerek ZHR – jednostka terytorialna Organizacji Harcerek ZHR. Zrzesza hufce działające na terenie Warszawy i województwa mazowieckiego. Spoza Warszawy, do chorągwi należą drużyny i gromady z Ostrołęki, Płocka, Płońska, Mławy, Winnicy, Nasielska, Siedlec, Mińska MazowieckiegoZalesia Górnego, Piaseczna, Czachówka, Zielonki, Podkowy Leśnej, Brwinowa, Leszna i Błonia, podzielone na 14 hufców. Powołana została 15 grudnia 1992 roku rozkazem 9/92 ówczesnej Naczelniczki Harcerek ZHR.
Obecną jej komendantką jest hm. Melania Karaś-Tęcza HR.

## Komenda Chorągwi 2016-2018
- Komendantka Chorągwi: hm. Alicja Dziewanowska HR
- Wicekomendantka Chorągwi: hm. Teresa Fijałkowska HR
- Wicekomendantka chorągwi:  hm. Magdalena Ryniak HR
- Referentka Zuchowa: hm. Bogumiła Rakusa-Suszczewska
- Referentka Harcerek: hm. Alicja Rygier HR
- Referentka wędrownicza: hm Maja Szterner HR
- Referentka ds hufców terenowych phm. Ewa Kamińska HR
- Przewodnicząca kapituły HR: hm. Agnieszka Miętus HR
- Przewodnicząca Komisji Instruktorskiej: hm. Hanna Turkowska HR
- Szefowa WSI: hm. Magdalena Leczkowska/hm. Dorota Kapuścińska

## Komenda Chorągwi 2018-2020
- Komendanta Chorągwi: hm. Bogumiła Rakusa-Szuszczewska HR
- Wiece-komendantka: phm Karolina Olejak HR
- Wiece-komendantka: hm. Maria Sulewska HR
- Wiece-komendantka: hm. Marta Biedrzycka HR
- Wiece-komendantka: hm. Agnieszka Miętus HR
- Referentka harcerek: phm. Marta Narzelska HR
- Referenta zuchowa: phm. Aneta Grymanowska HR
- Referentka wędrownicza: hm Maja Szterner HR
- Referentka ds hufców terenowych phm. Ewa Kamińska HR
- Przewodnicząca kapituły HR: phm. Stefania Kamińska HR
- Szefowa Warszawskiej Szkoły Instruktorek: hm. Dorota Kapuścińska HR
- Przewodnicząca Komisji Instruktorskiej: hm. Magdalena Ryniak HR / hm. Melania Karaś-Tęcza (od września 2019)

## Komenda Chorągwi 2020-2022
- Komendantka Chorągwi: hm. Dorota Kapuścińska HR
- Wicekomendantka: hm. Joanna Sadowska HR
- Wicekomendantka: hm. Melania Karaś-Tęcza HR
- Wicekomendantka (marzec 2020-styczeń 2021): hm. Aneta Grymanowska HR
- Referentka harcerek: phm. Alicja Krześniak HR
- Referentka wędrowniczek: phm. Marcelina Koprowska HR
- Referentka zuchenek: hm. Aneta Grymanowska HR (do stycznia 2021), phm. Klaudia Chmielewska HR (od stycznia 2021)
- Przewodnicząca Mazowieckiej Szkoły Instruktorek: hm. Joanna Sadowska HR
- Przewodnicząca Komisji Instruktorskiej: hm. Melania Karaś-Tęcza HR
- Przewodnicząca Kapituły HR: phm. Stefania Kamińska HR (do listopada 2020) phm. Katarzyna Psujek HR (od listopada 2020)
- Sekretarz chorągwi: phm. Joanna Pawlikowska HR
- Skarbnik chorągwi: phm. Natalia Płaszczyńska HR

## Komenda Chorągwi 2022-
- Komendantka Chorągwi: hm. Melania Karaś-Tęcza HR
- Wicekomendantka: hm. Joanna Sadowska HR
- Wicekomendantka: hm. Dorota Kapuścińska HR
- Referentka harcerek: phm. Alicja Massé HR
- Referentka wędrowniczek: hm. Marcelina Koprowska HR (do października 2022), phm. Zuzanna Kalisiewicz HR
- Referentka zuchenek: phm. Klaudia Chmielewska HR
- Przewodnicząca Mazowieckiej Szkoły Instruktorek: hm. Elżbieta Sochaj HR
- Przewodnicząca Komisji Instruktorskiej: hm.  Bogumiła Rakusa-Suszczewska HR (do października 2022), hm. Agnieszka Miętus HR
- Przewodnicząca Kapituły HR: phm. Barbara Kalenik HR
- Sekretarz chorągwi: phm. Joanna Pawlikowska HR
- Skarbnik chorągwi: phm. Natalia Płaszczyńska HR

## Hufce[4][5]
- Mazowiecki Hufiec Harcerek "Wianek" – phm. Marta Kowalczyk HR
- Mazowiecki Hufiec Harcerek "Za Lasem" – phm. Ewa Woźniak HR
- Ostrołęcki Hufiec Harcerek "Naturae" – phm. Kinga Laskowska HR
- Płocki Hufiec Harcerek "Przymierze" – phm. Monika Wierkiewicz HR
- Północnomazowiecki Związek Drużyn "Horyzonty" – phm. Olga Jerzełkowska HR
- Warszawski Hufiec Harcerek "Grochów Venrosa" – phm. Zofia Rogala HR
- Warszawski Hufiec Harcerek "Gród" – phm. Magdalena Styk HR
- Warszawski Hufiec Harcerek "Mokotów" – phm. Anna Matusiak HR
- Warszawski Hufiec Harcerek "Niwa Marymoncka" – phm. Agata Dobrzyńską HR
- Warszawski Hufiec Harcerek "Zenit" – phm. Ewa Pawelec HR
- Warszawski Hufiec Harcerek "Studnia" – phm. Julianna Synowiec HR
- Warszawski Hufiec Harcerek "Wielki Wawer" im. Łączniczek AK – phm. Adrianna Biernacka HR
- Warszawski Hufiec Harcerek "Prawy Brzeg" – phm. Zofia Rybarczyk HR
- Warszawski Hufiec Harcerek „Przystań” –  phm. Gabriela Topicha-Dolna HR
- Siedlecki Związek Drużyn "Rozkwit"  – phm. Katarzyna Filiks HR